# NGC 139
NGC 139 (również PGC 1900) – galaktyka spiralna z poprzeczką (SBab), znajdująca się w gwiazdozbiorze Ryb. Odkrył ją Albert Marth 29 sierpnia 1864 roku.